# New Prague
Pour les articles homonymes, voir Prague (homonymie).
New Prague (ce qui signifie La Nouvelle-Prague) est une petite ville du Minnesota aux États-Unis située dans les comtés de Le Sueur et de Scott. Sa population était de 7 321 habitants au recensement de 2010.

## Histoire
La ville a été fondée par des pionniers venus de Bohême en Autriche-Hongrie au milieu du XIXe siècle qui lui donnent le nom de La Nouvelle-Prague, en anglais New Prague. Près de 70 % de la population est encore aujourd'hui d'origine tchèque, slovaque ou allemande, le reste étant d'origine irlandaise ou norvégienne.

## Architecture

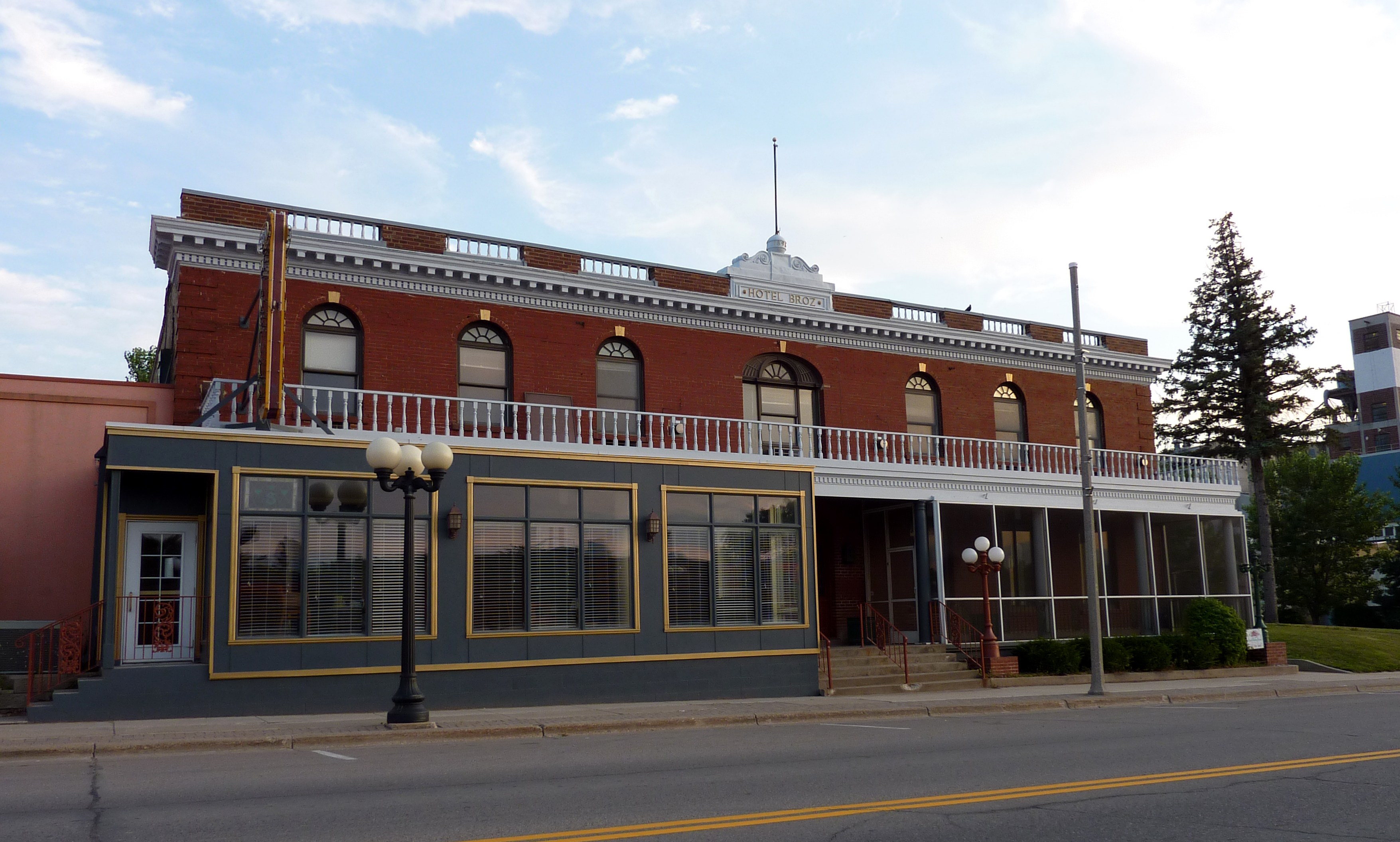
Vue de l'hôtel Broz de New Prague, inscrit au Registre national des lieux historiques

La ville compte plusieurs édifices inscrits au Registre national des lieux historiques, dont :
- l'Église Saint-Wenceslas de New Prague ;
- l'Hôtel Broz ;
- l'immeuble de la First National Bank (1922).

## Référence
- (en) Cet article est partiellement ou en totalité issu de l’article de Wikipédia en anglais intitulé « New Prague, Minnesota » (voir la liste des auteurs).